# Eskilstuna United
Eskilstuna United DFF ist ein schwedischer Frauenfußballverein aus Eskilstuna, der am 29. September 2002 gegründet wurde. Der Klub gehörte im Jahr 2013 zu den Gründungsmitgliedern der neugeschaffenen zweitklassigen Elitettan und stieg am Saisonende als Meister erstmals in die Damallsvenskan auf.

## Geschichte
Der Verein entstand, als sich die Frauenfußballabteilung des Tunafors SK, die mehrere Jahre in der zweiten Liga gespielt hatte, 2002 vom Verein löste und sich mit der entsprechenden Abteilung des Slagsta IK zusammenschloss. Bereits im ersten Jahr des Bestehens gewann der neue Klub seine Drittligastaffel und stieg in die Zweitklassigkeit auf, wo die Mannschaft bis zum Abstieg Ende 2009 vor allem im mittleren Tabellenbereich reüssierte. Nach dem direkten Wiederaufstieg qualifizierte sich die Mannschaft 2012 als Tabellenvierter der Nordstaffel für die als eingleisige zweite Liga neu eingeführte Elitettan, aus der sie im folgenden Jahr als erster Meister in die Damallsvenskan aufstieg.

## Stadion
- Tunavallen; Eskilstuna

Der Verein trägt seine Heimspiele im 7.800 Zuschauer fassenden Tunavallen aus, das im Jahr 2002 zu einem reinen Fußballstadion umgebaut wurde.

## Bekannte Spielerinnen

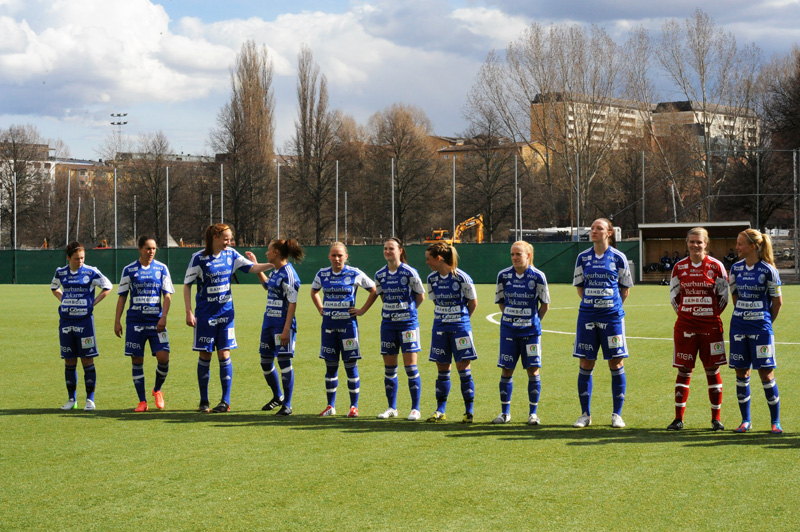
Aufstellung von Eskilstuna United (April 2013)

- Lisa Dahlkvist, schwedische Nationalspielerin (2018–2019)
- Méabh De Búrca, irische Nationalspielerin (2013)
- Gaëlle Enganamouit, kamerunische Nationalspielerin (2014–2015)
- Faith Ikidi, nigerianische Nationalspielerin (2007)
- Louise Quinn, irische Nationalspielerin (2013–2017)
- Olivia Schough, schwedische Nationalspielerin (2015–2017)
- Sara Thunebro, schwedische Nationalspielerin (2014–2015)